# シボレー・カマロ

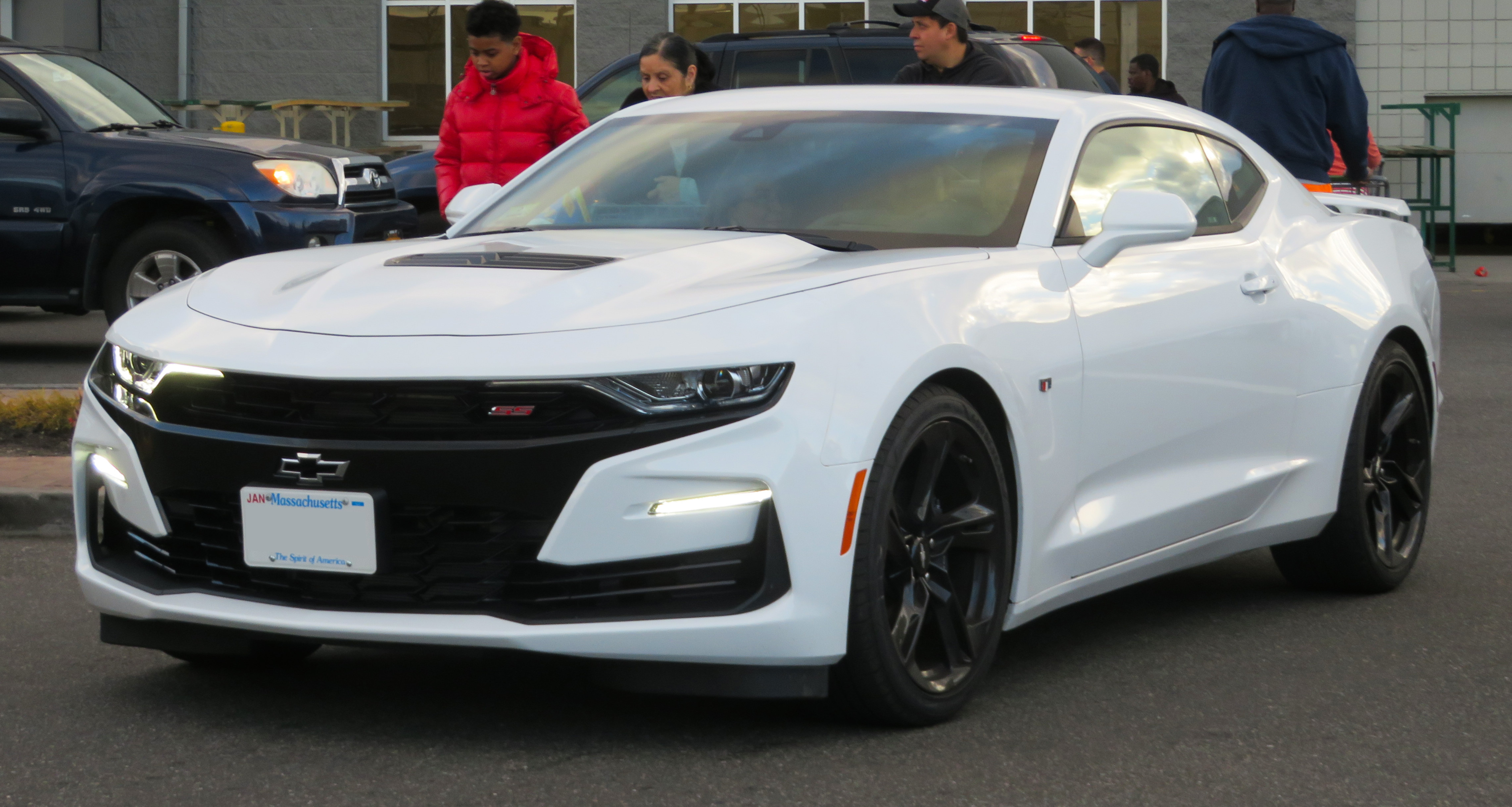
6代目カマロ

シボレー・カマロ（Chevrolet Camaro ）とは、ゼネラルモーターズがシボレーブランドで生産・販売している2ドアハードトップ、クーペおよびオープンカーの名称。名前の由来は古フランス語で友人を意味する言葉から取られた。カマロは現在6代目まで存在し、日本へは2代目以降から正規輸入が続いている。

## 歴史

### 初代（1967年-1969年）

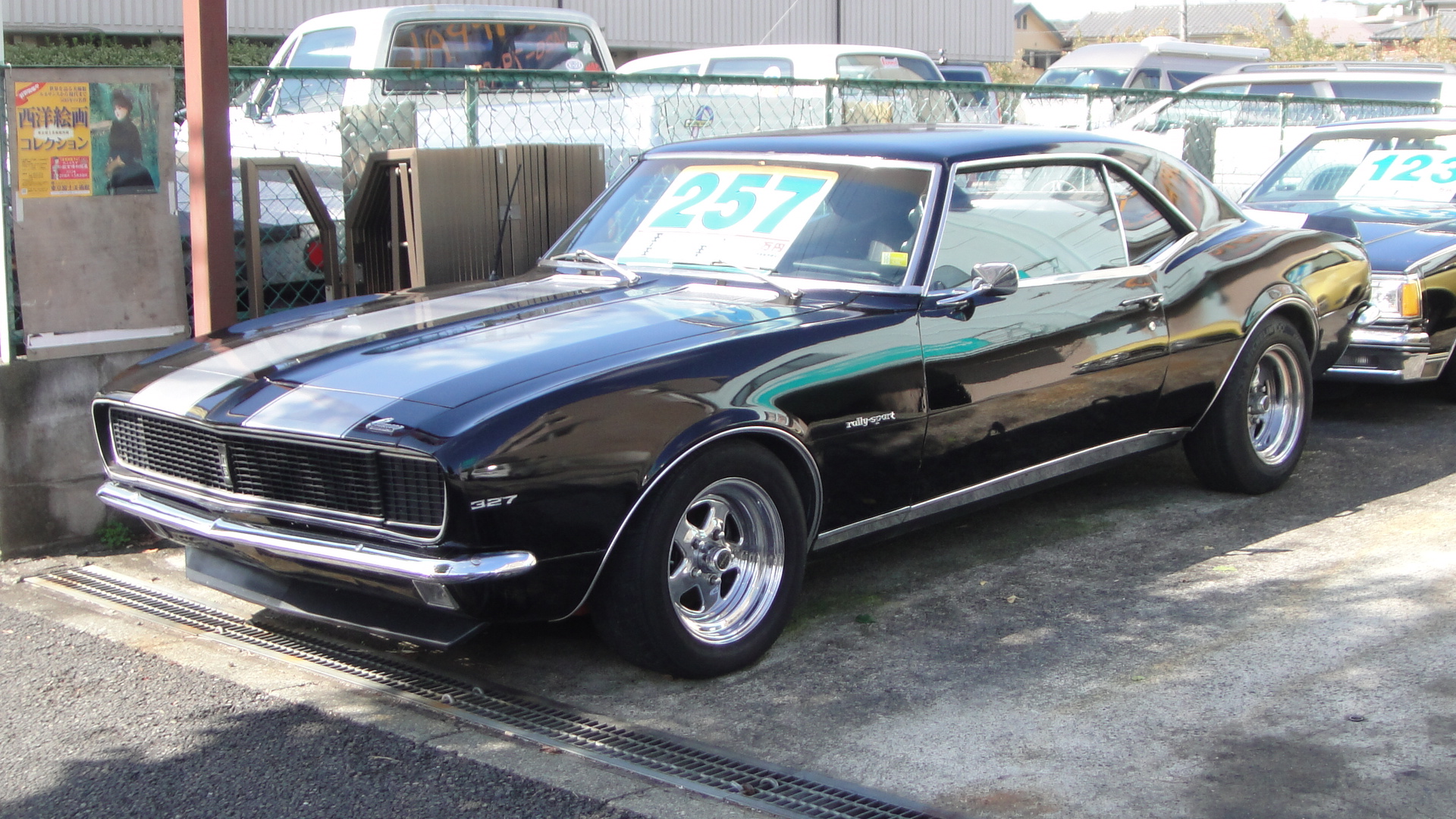
1968 R/S フロント

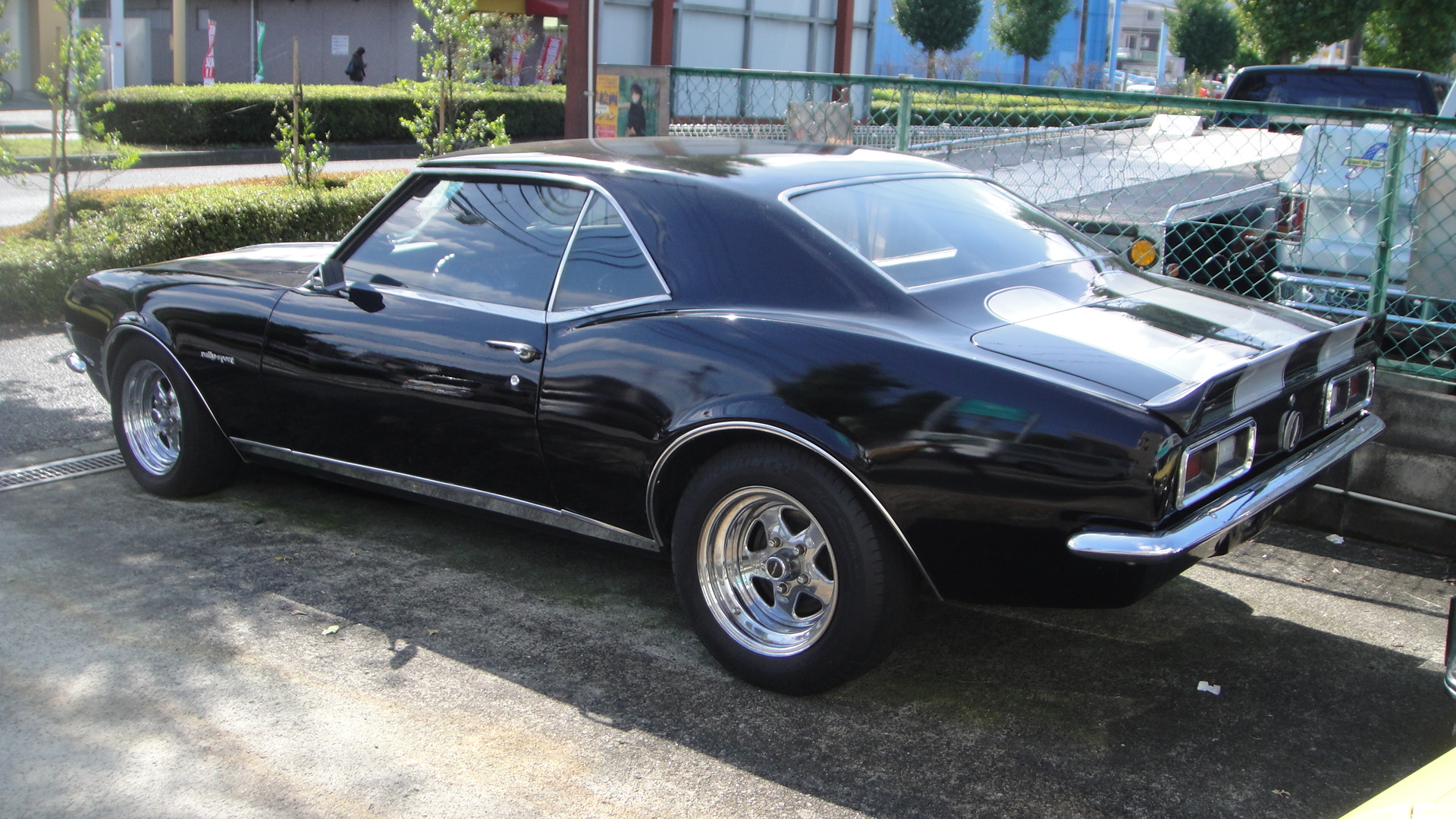
1968 R/S リア

初代カマロは1967年に発売された。GM Fボディ プラットフォーム（GM F platform）を用いられ、駆動は全てFR（フロントエンジン・リアドライブ）。エンジンは直列6気筒もしくはV型8気筒で、排気量は3.8 Lから7.0 Lであった。シートは全て2+2、ボディは2ドアハードトップとコンバーチブルが設定された。グレードはベーシックなグレード名がつかないもの（単にカマロ／カマロコンバーチブル）。ハイパフォーマンスV8エンジンを積んだSS（スーパー・スポーツ）。トランザムシリーズ（Trans-Am Series）出場のためのレース用5.0 Lエンジンを載せたZ28の3種類。また、オプションでラリーのための補助灯やライトカバーを備えたRS（ラリー・スポーツ）パッケージが選択できた。1967年に販売されたモデルのみ三角窓を装備し、1969年にはサイドのプレスラインやフェンダーアーチなどのボディパネルの変更、そしてレースを目的とした425 PSのハイパワーエンジンZL-1がこの年限りのオプションとして登場する。このエンジンを搭載したモデルは69台製作されたことが記録されている。サーキットではフォード・マスタングと覇を争い、1968、1969年のスポーツカークラブ・オブ・アメリカ（SCCA）トランスアメリカン・チャンピオンシップの2.5 L以上クラスで優勝した。初代カマロは1969年に生産を終了、わずか3年間のみの販売であった。
初代カマロSSは日本においてのシボレーディーラーであった大洋シボレー日通商事株式会社のディーラーカタログに掲載されていたが、新車価格435万円という価格設定がされており、当時のトヨタ自動車の最高級車・初代トヨタ・センチュリーの新車価格が250万円、フラッグシップスポーツカーのトヨタ・2000GTの新車価格が238万円、大衆車としてヒットしていた初代トヨタ・カローラの中心グレード「1100 DX」の新車価格が49万5千円だった事を考慮すると、相当な高額設定であった。そのため日本国内では3年間でわずか10台ほどの販売にとどまった。

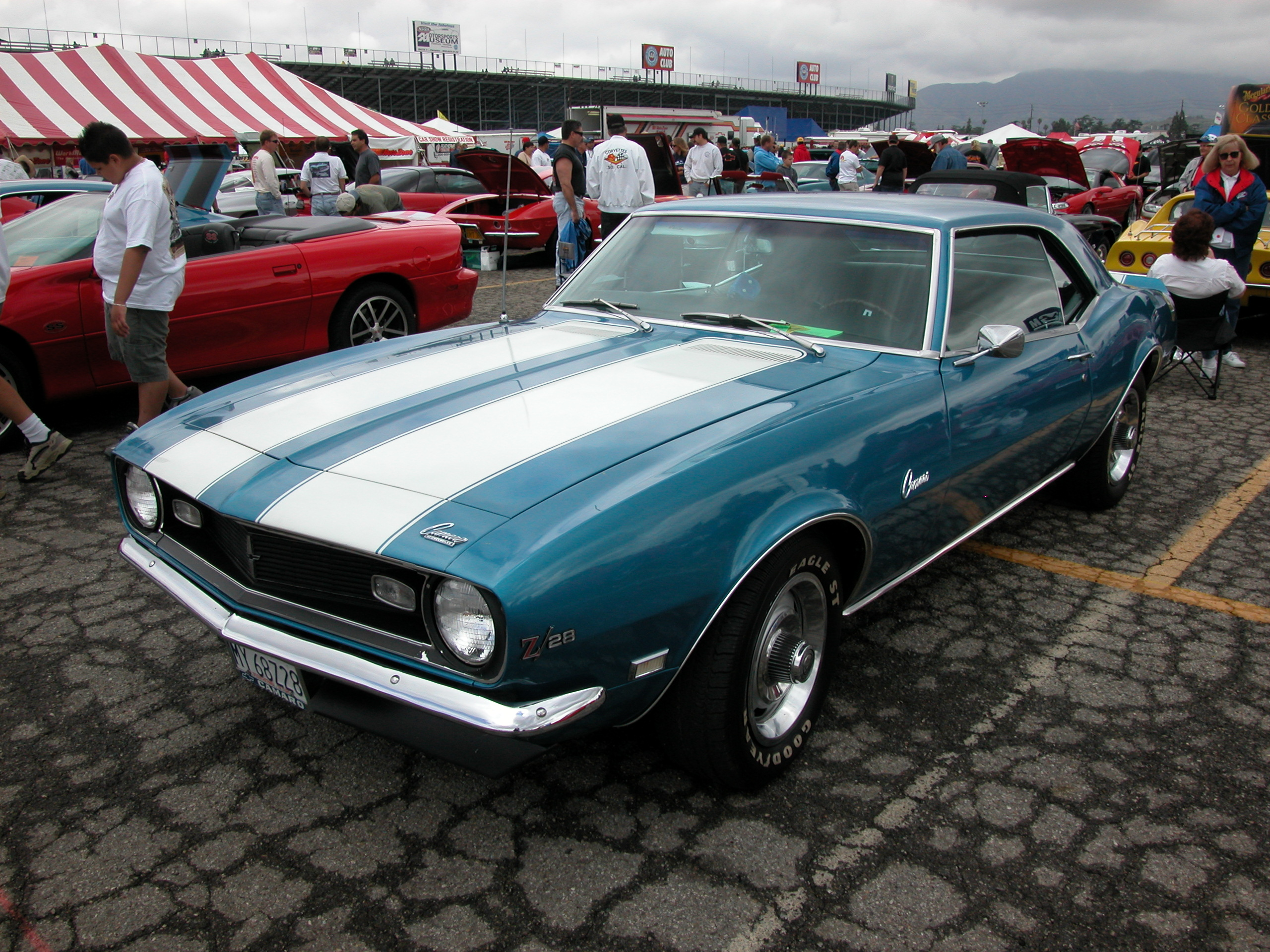
Z28

### 2代目（1970年-1981年）

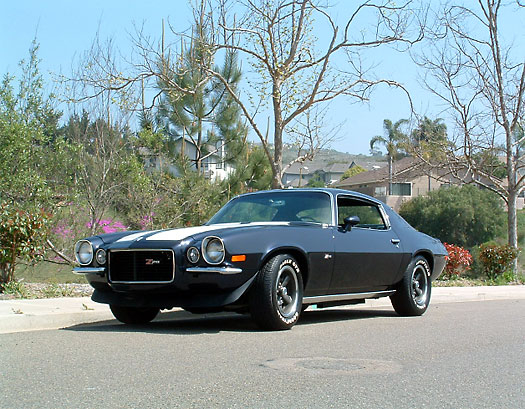
1970年カマロ・Z28(2代目前期)

1970年2月発売。特に前期型は、日本国内においてそのルックスから「サメカマ」の愛称で知られている。
プラットフォームやエンジン（1980年以降の3.8L V6エンジンを除く）など大半のコンポーネントは初代から引き継がれたもので、典型的なスキンチェンジとされる。グレードはベーシックなスポーツクーペ、ラリースポーツ、スーパースポーツ、Z28。それに1973年にはLTが追加される。
1973年から変動相場制に移行し1ドル＝360円の固定相場制が撤廃されたことも手伝って、この年より本格的に日本への正規輸入が始まった。
1974年、マスクとテールのデザインをリファインし、5マイルバンパーを装備するなどマイナーチェンジを受けるが、折からの排出ガス規制の影響で大幅にパワーダウン、最高グレードであるZ28がラインナップから一時姿を消した（1977年に復活）。

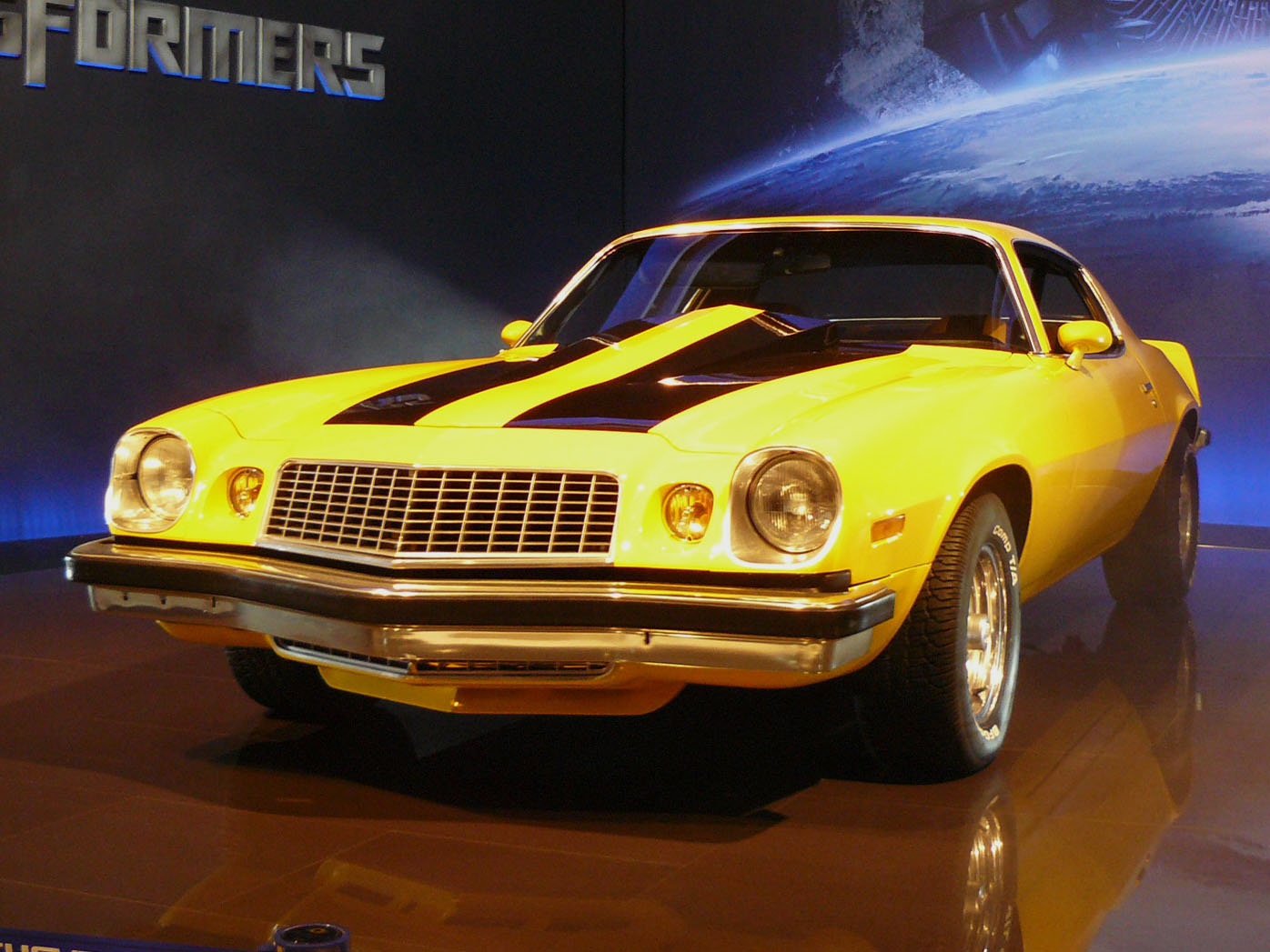
1974年・カマロ(2代目中期)

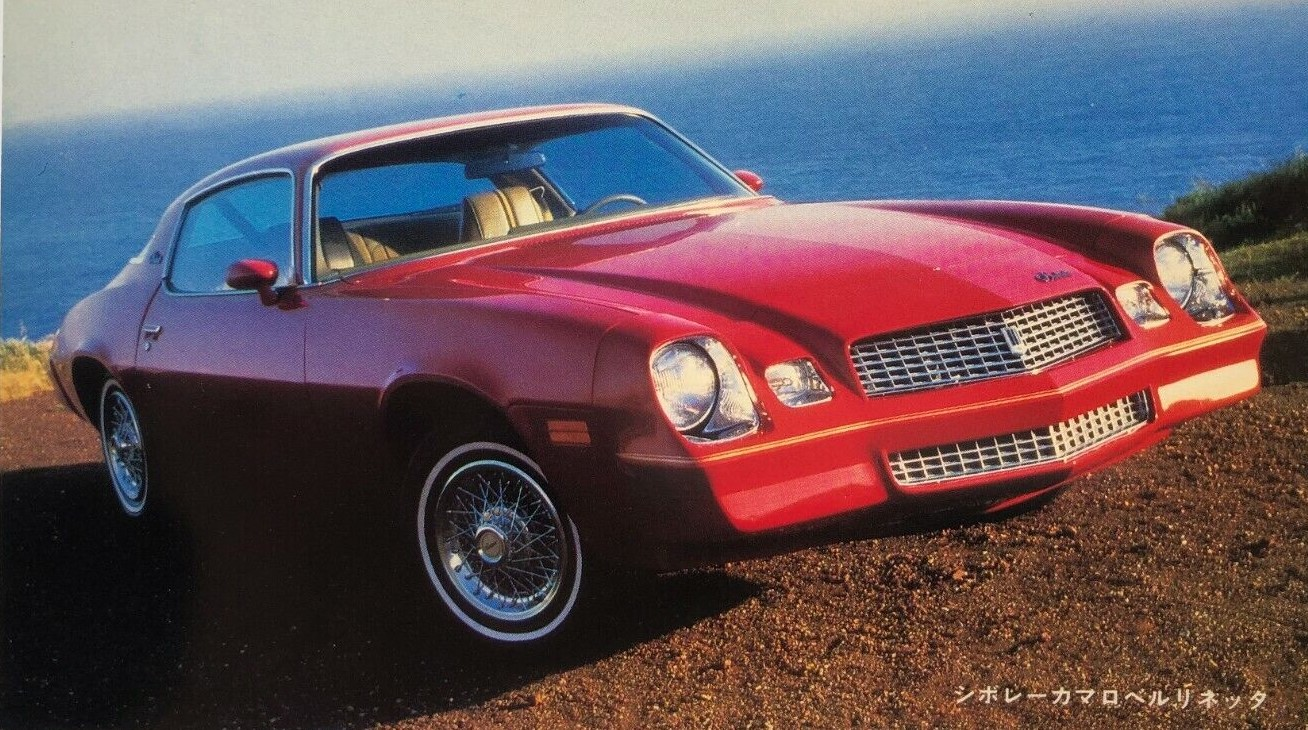
1980年カマロ・ベルリネッタ(2代目後期)

1978年には、再びデザインのリファインが行われ、ウレタン製バンパー一体型マスクや新デザインのテールの採用に加え、全長も2.2インチ伸びて197.6インチ(5,019mm)となった。
翌1979年には、それまでのLTに代わるラグジュアリー・モデルとして新たにベルリネッタがラインナップされた。またインパネ周りのデザインが一新された。
生産期間の長さとマスキー法への対応から、エンジンのバリエーションはカマロの中でも多く、
- 1970年-1972年: 6.6L V8
- 1970年-1973年: 5.0L V8
- 1970年-1979年: 4.1L 直6
- 1970年-1981年: 5.7L V8
- 1976年-1981年: 5.0L V8
- 1980年-1981年: 3.8L V6
- 1980年-1981年: 3.8L V6（カリフォルニアモデル）
- 1980年-1981年: 4.4L V8

の9種類が搭載されている。また、オプションの細分化によりユーザーの希望によって多様な組み合わせができるように設定され、コラムシフトやTバールーフなども選択できた。また、このモデルではオーストラリア向けに右ハンドル仕様車がラインナップされた。
日本へは大洋シボレー日通商事、伊藤忠オート、ゼネラルモーターズと資本提携関係にあったいすゞ自動車などから正規輸入された。国内におけるディーラー正規輸入車としては、当時、用語として多用されていた「フル装備」の基準を満たすオプション類(カーエアコン、パワーステアリング、パワーウインドウ、カーステレオ)はすべて装着した状態で輸入され、すべて左ハンドル・3速AT仕様であった。またベルリネッタ・RSグレードも、本国ではオプション扱いであったV8エンジン(カリフォルニア仕様、1979年は5.7L、80年・81年は5.0L)が搭載され、1979年にはスポーツグレードのZ28も正規輸入が開始された。ただし、日本の保安基準に適合できなかった純正サイドミラー、サイドマーカーは国内品に換装され、Z28もリアスポイラーが装着されない状態で販売された。
2代目カマロは1982年に3代目が発売されるまで、カマロの中ではもっとも長い12年間にわたり販売され続けたが、これは段階的に厳しくなる排出ガス規制への対応が優先され、次世代型の開発が後回しとなった結果である。

### 3代目（1982年-1992年）

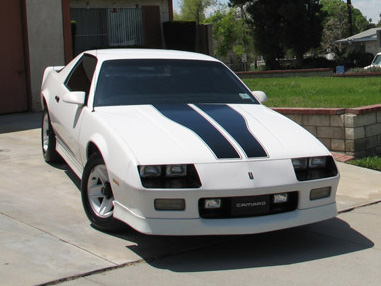
3代目カマロRS

大型リアゲートを持つ2ドアクーペボディを引き続き採用した。ボディ寸法は旧モデルに対し、全長で205mm、全幅で30mm、全高で15mm縮小されている。エンジンに燃料噴射装置を初めて採用したモデルでもある。この燃料噴射装置は当初はZ28のみにクロスファイヤーインジェクションがオプション（標準はキャブレター）として設定されていたが、その後、全車が燃料噴射装置化されRSの5.0LにはTBI（スロットルボディーインジェクション 170PS）、Z28の5.0L及び5.7LにはTPI（チューンドポートインジェクション 215PS及び235PS）が採用された。デビュー当初のトランスミッションは4速MTもしくは3速ATであったが、のちにMTは5速に、ATは4速に多段化された。日本にはヤナセを通じてRS（その後スポーツクーペに改名 5.0L）、Z28（5.0LのちのIROC-Zでは5.7L）およびコンバーチブル（5.0L）が輸入された。なおコンバーチブルは輸入当初はRS（その後スポーツコンバーチブルに改名 170PS）であったが、後にZ28（215PS）に変更されている。
エンジンのバリエーションは次のとおり：
- 1982年-1986年: 2.5L (151 cid) L4
- 1982年-1989年: 2.8L (173 cid) V6
- 1990年-1992年: 3.1L (191 cid) V6
- 1982年-1992年: 5.0L (305 cid) V8
- 1987年-1992年: 5.7L (350 cid) V8

グレードはスポーツクーペ、ベルリネッタ（Berlinetta ）、RS, Z28、IROC-Zが設定され、1987年モデルではコンバーチブルが復活している。
北米仕様のバリエーション構成は、スポーツクーペ、ベルリネッタ、Z28、IROC-Z(1985-1990)の4構成であった。
テレビドラマ『特警ウインスペクター』に登場するウインスコードはこのモデルがベースになっている。

### 4代目（1993年-2002年）
ボディタイプは先代同様、ハッチゲートが備わる3ドアクーぺと2ドアコンバーチブルを用意。エクステリアでは、ボディラインが先代の直線基調から曲線基調に変更された一方、グリルレスのフロントマスクは踏襲された。ボディサイズは先代より若干拡大されている。一部のボディパネルはSMC法で成型されたFRP製。デザインは日本人デザイナーの奥山清行が担当。
日本へは当初V6・3.4リッターOHVエンジンを搭載したスポーツクーペと、コルベットにも通じるLT1と呼ばれるV8・5.7リッターOHVエンジンを搭載した上位のZ28が導入された。また98年からはLS1エンジンに変更された。コルベット（350PS）と共通のユニットではあるが1998年には309PSにデチューンされている。さらにSSと呼ばれるラムエア過給エンジンを搭載したバージョンも存在したが、日本に正規輸入されることはなかった。
中途での改良も多く、廉価グレードの追加や3.4Lエンジンの3.8L化、Tトップ仕様の追加など小刻みに改良が加えられた。また、円高還元による輸入車の値下げが相次いでいた時期に導入されたため、発売当初430万円だったZ28は一時期約330万円、その他のグレードも300万円を大きく割り込むまでに販売価格が引き下げられた。なお日本へは導入期間を通じてオートマチックモデルのみの導入であり、マニュアルトランスミッションモデルは正規輸入モデルとしては導入されていない。
その後円高還元による輸入車市場の拡大などが一段落し、販売も小康状態になって以降もフェイスリフトなどの各部のブラッシュアップや35周年記念モデルなどの投入が行われるなど、細々とながらも正規輸入は続いていたが、2002年を最後に販売を終了。2009年に5代目モデルで復活するまで、カマロの車名は7年間途絶えることになる。

### 5代目（2009年-2015年）
2006年1月9日、第5世代カマロのプレビューともいえるカマロ･コンセプトがゼネラル・モーターズから公式に発表された。初代をリスペクトしたレトロモダンなデザインをはじめ、価格面でもフォードのマスタングとの競合を念頭においていることをGMは示唆した。2009年に販売開始予定であったが、GM車の部品を生産していたアメリカのカデンス・イノベーションが2008年8月に破綻し、新車の生産に必要な部品生産ができない状態であり、GMは2009年初頭カデンス・イノベーションと製造ラインについて裁判で争っていた。最終的にGMは、2009年3月16日から5代目カマロの生産を開始し、2010年モデルとして4月より販売を開始した。
車台はホールデンが開発したGMゼータ・プラットフォーム（英語版）を採用。エンジンは3.6 LV6および6.2 LV8が搭載され、変速機は6ATと6MTが用意される。デザイナーは韓国出身のイ・サンヨプ(Sangyup Lee)。
また、彼とともに日系のLuciano Nakamuraもデザインに大きく関わっている。
日本では、GMアジア･パシフィック・ジャパンが2009年12月5日より発売を開始した。導入モデルは3.6 L V6直噴エンジン(-2011:LLT,2012-:LFX)搭載のLT RS、および6.2 L V8エンジン(L99)搭載のSS RSで、ともにトランスミッションは6ATのみである。
LT RSとSS RSの外観上の違いは、エンジンフードのエアスクープの有無、フロントバンパー下部及びリアデフューザーの形状である。主要装備はSS RSにハイパフォーマンスサスペンション（LT RSはスポーツサスペンション）、ブレンボ製ブレーキシステム、LSDが付く以外、大きな違いはない。
また、RSは日本国内でこそ標準装備だが、本国ではオプションパッケージで、以下の装備が含まれる
- HIDプロジェクター式ヘッドライト
- リアスポイラー
- 専用テールランプ
- 専用ホイール
- ストライプ

搭載されるエンジンは、エントリーモデルのLSとノーマルモデルのLTがV6 DOHCのGM LLT、SSがV8 OHVのGM LS3である。SSのAT仕様にはLS3をベースに可変バルブタイミングやアクティブフューエルマネジメントシステムが搭載されたL99が搭載された。パフォーマンスは若干落ちているものの、アクティブフューエルマネジメントシステムによって低負荷時には燃焼するシリンダーを4つに減らし、燃料消費量を効率的に抑えることができる。
同コンセプトモデルは、1974年式の2代目とともに2007年8月公開の映画『トランスフォーマー』に主人公、サムを守るロボット・バンブルビーとして登場したが、撮影の段階では実走可能な車輌がなかったため、劇用車のコンポーネンツにはポンティアック・GTOの物が流用された。
この年はリーマン・ショックの煽りを受けて自動車販売が落ち込み、GM自体の経営不振につながったため、急遽トランスフォーマーで採用したコンセプトモデルのカマロのデザインをほぼそのままで市場に送り出されたといわれている。ターゲットは日本とされており、「限定販売にこだわる日本人の購買意欲を掻き立てられるようにほぼそのままを市場に送り出す」という売り手側の意思が垣間見られる。日本への輸出における外観の変更点は方向指示器など灯火・保安部品である。
また本モデルのトランスフォーマーへの露出は、後年において若年層にカマロへの興味を抱かせる原動力となっている。(後述)
正規輸入車の2011年モデルではヘッドアップディスプレイが標準装備となった。
同2012年モデルでは
- リアビューカメラ、リアビューカメラ用モニター付自動防眩ルームミラー
- 助手席パワーシート
- ハンズフリーフォン機能

等が標準装備となった。
またインストルメントパネル、ステアリングホイールのデザイン、LS・LTが新型V6エンジン(LFX)となり出力10PSアップ、約10kgの軽量化（それに伴う燃費の向上）、SSにパフォーマンスサスペンション（FE4）導入などの変更があった。
2012年モデルでは、ギア比を変更し、ミッションからスポーツモードを取り除いた低燃費志向の2LS、そしてハイパフォーマンスモデルの「ZL1」が登場した。
このZL1は2011年のシカゴオートショーで発表された。SSモデルの30%を再設計されており、最大の目玉は既存のGM LS3にスーパーチャージャーが組み合わされた「GM LS9」をベースに、スーパーチャージャーの容量、ピストンや圧縮比が変更された「GM LSA」。キャデラック CTS-Vに先行して搭載されたこのエンジンはカマロ用にチューニングされ、そのスペックは588PS・76.9kgfmという、これまで生産されたカマロの中でも最も強力なスペックを叩きだした。
ブレーキはブレンボ製のもので、前が6ピストン、後ろが4ピストンになっている。
外観面では専用のフロントバンパーとスプリッター、リアディフューザーとサイドロッカーパネルが与えられた。
これらの内容から当然に限界性能も向上しており、6AT仕様では0-60マイル(約96km/h)加速が3.9秒、クオーターマイル(約402m)加速が12秒、最高速度は184マイル(約296km/h)と、欧州のスーパースポーツにも引けを取らない。また、この年のニュルブルクリンクでのタイムアタックで7分41秒27を記録している。

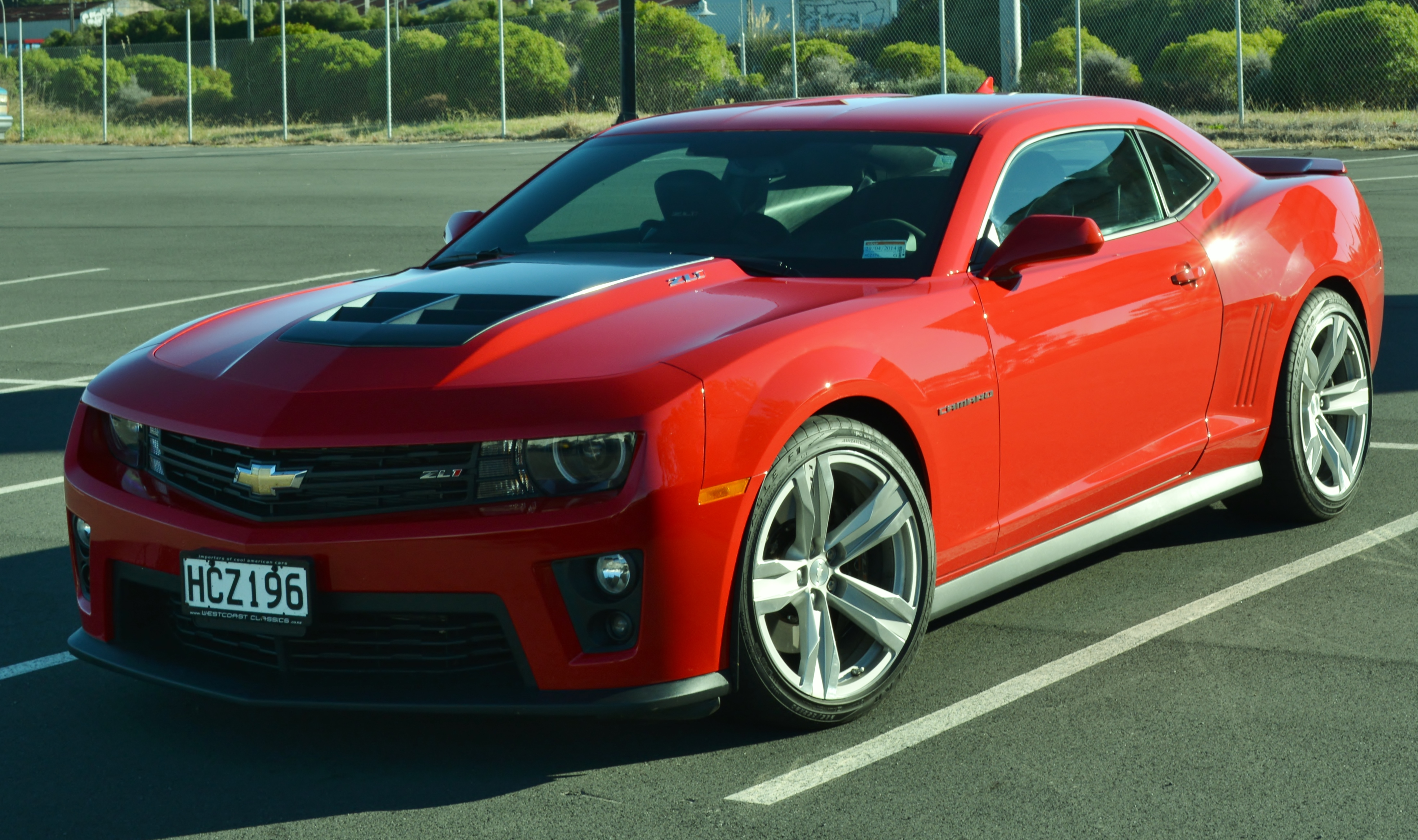
2013 ZL1

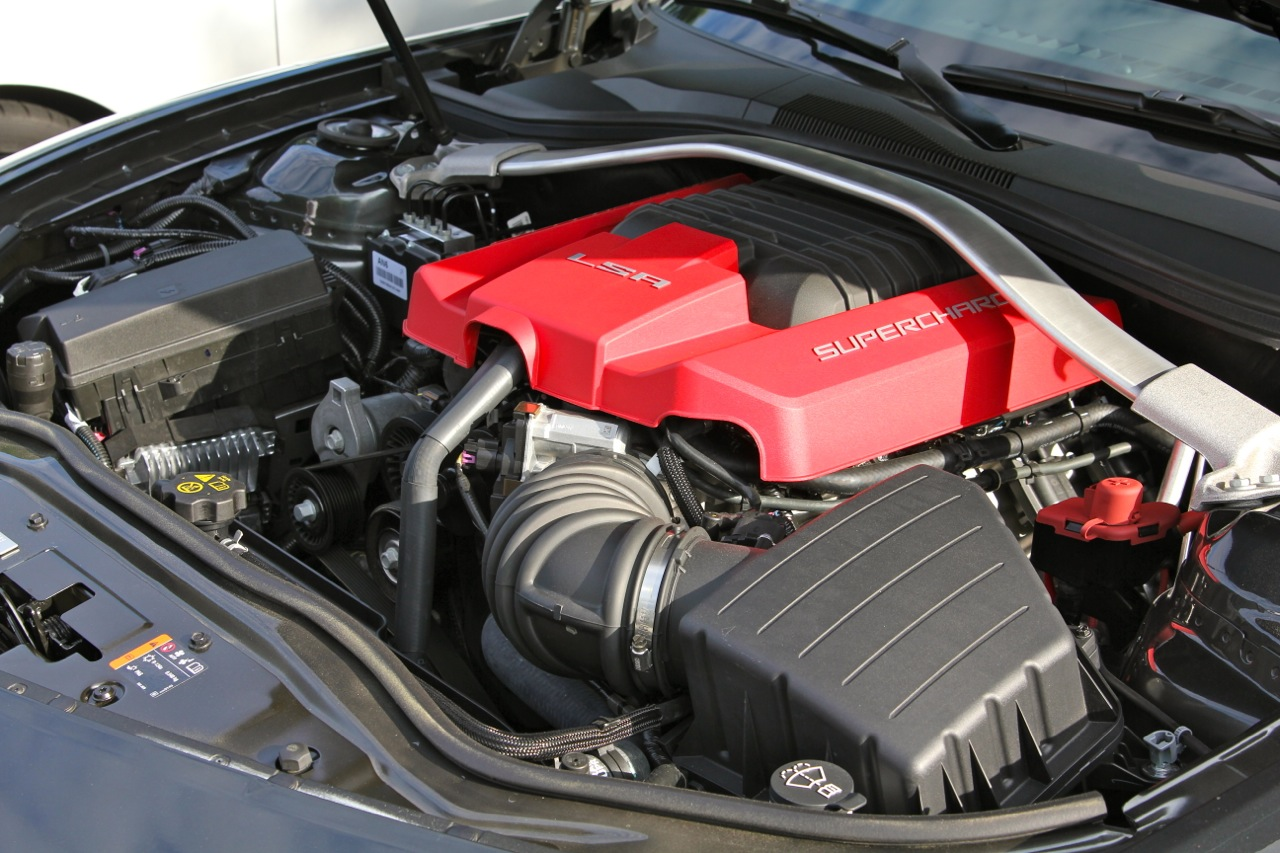
GM LSA

2013年モデルでは、純正カラーナビゲーションシステム(シボレー My Link)が設定され、MT仕様全車にヒルスタートアシストシステムが搭載された。
また、SSのMT仕様クーペモデルにオプションの1LEパッケージが約30年ぶりに設定された。ファイナル3.91のLSD、専用の単筒ダンパー、専用スタビライザーリンク、強化ドライブシャフト、ストラットタワーバー、ZL1仕様のホイール、グッドイヤー イーグル SUPER CAR(285/35ZR20)、専用フロントスプリッター＆スポイラー、マイクロファイバー地のフラットボトムステアリング等が搭載された。

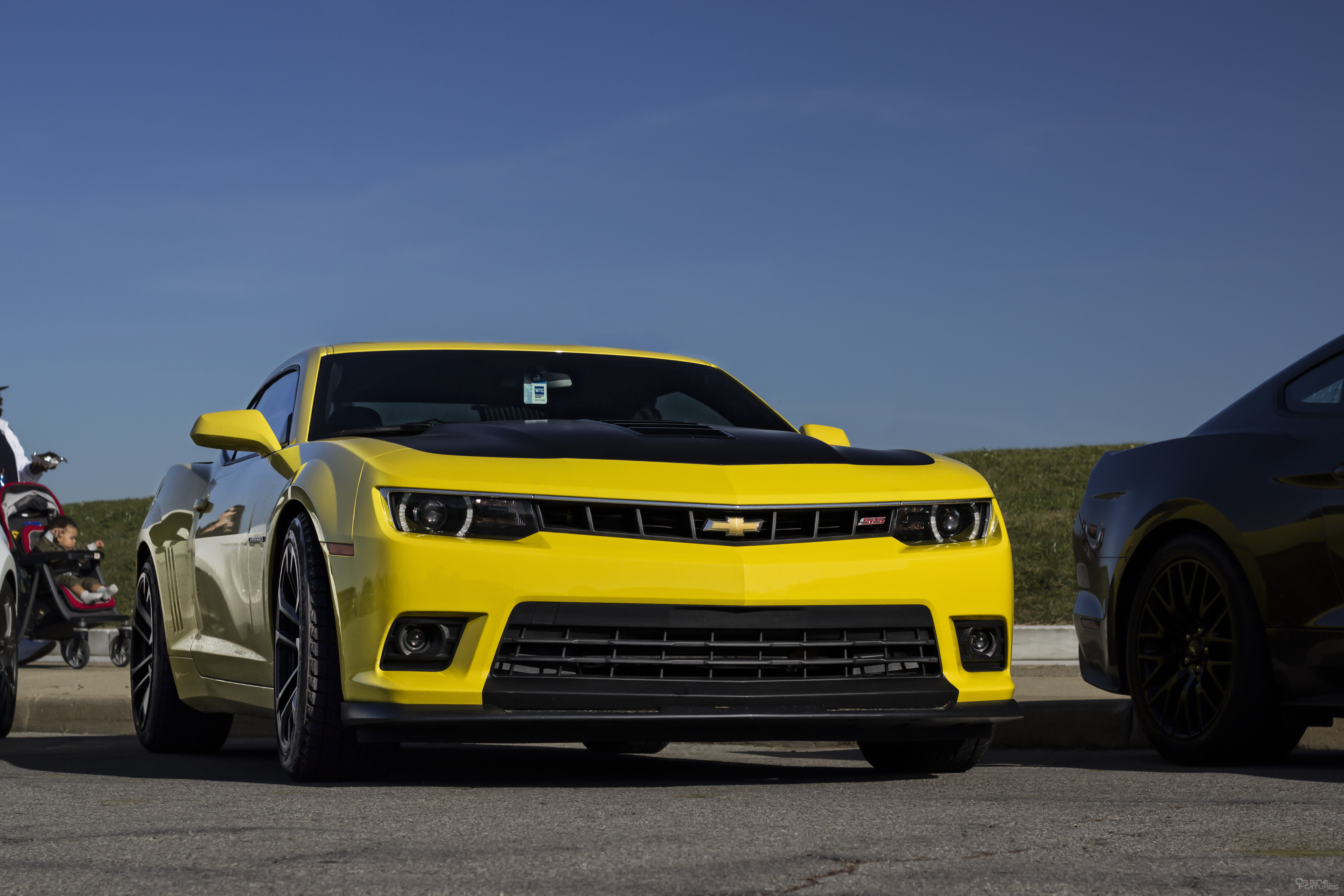
SS 1LE 後期型

SSのMT仕様とZL1には、高負荷時に排気ガスをバイパスする可変マフラーを備えた「デュアルモードエキゾーストシステム」が搭載された
2014年モデルでは、フロント及びリアエンドのデザインが大幅に変更された。ロアーグリルの開口部がより大きくなっている。LT及びSSの上級仕様とZL1は、ドライバーインフォメーションセンター(DIC)とHUDがフルカラー表示になった。
また、2014年モデル最大の目玉は、約20年ぶりの復活となる「Z/28」である。

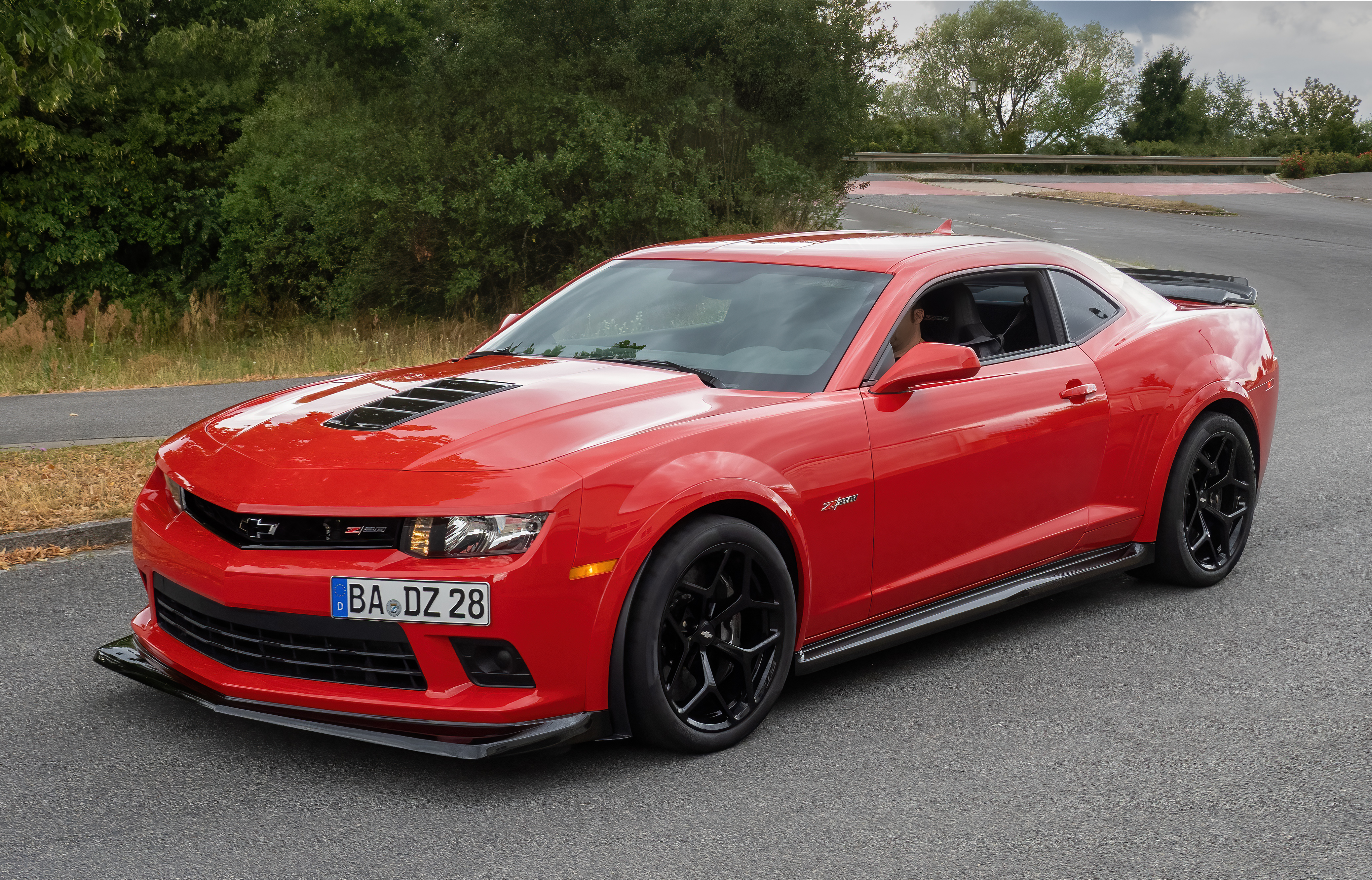
Z/28

Z/28は2013年のニューヨークオートショーで発表されたサーキット走行向けのハイパフォーマンスモデルで、軽量化や足回りの強化を重点に置いて、ZL1とは異なった性格のモデルとして仕上げられている。主な専用装備は以下の通り。
- GM LS7 427V8ユニット
- K&N製エアフィルター
- 専用大径エキゾースト
- 水冷式オイル＆ミッションクーラー
- Brembo製ドリルドカーボンセラミックブレーキローター(F394mm/R390mm)
- Brembo製モノブロックキャリパー(F6ポッド/R4ポッド)
- 専用プログラムABS
- LN3バッテリー
- 固定スプールバルブダンパー
- ヘリカル式トルセンLSD
- デファレンシャルクーラー
- 19インチ専用鍛造アルミホイール
- 強化サスペンションアーム＆コイルスプリング
- ピレリP Zero トロフェオ R 305/30ZR19(前後)
- レカロ製バケットシート
- 軽量リアシート
- 専用ボンネットアウトレット
- 大型フロントスプリッター＆ベリーパン
- 専用リアスポイラー＆ディフューザー
- フェンダーフレア
- シボレー「フロータイ」
- 3.2mm リアウィンドウ

搭載されるのはC6 コルベット Z06に搭載されたGM LS7 427である。このエンジンは他のGM LSスモールブロック同様に「LS」こそ名乗るものの、427オールアルミブロックにチタン製の吸気バルブとコンロッド、ハイカム、ドライサンプ機構といったレーシングパーツをふんだんに使ったハイパフォーマンスエンジンであるため、排気量7リッターにしてレッドゾーンは7000rpm-、NAにして512 PS・65 kgfmを絞り出す。これに組み合わされるのはクロスレシオのトレメックTR-6060 6MTである。ATの設定はない。6MTを介したパワーはファイナル3.91のヘリカル式トルセンLSDを伝わって後輪を駆動する。
足廻りは全面的に刷新されており、シボレーによるとバネ下でSSと部品を共有するものは一つもないと言う。スプリングやアームはより高剛性なものに変更され、ホイールには敢えて19インチの鍛造アルミホイールを採用。SSやZL1が20インチを採用する一方でインチダウンして鍛造したために4本で19kgの軽量化に成功している。そして、真骨頂は量産車初採用のスプールバルブダンパーである。マグネティックライドよりも軽量で、応答性も高いダンパーの採用で高速走行でもバタつかない脚を実現している。これらの改良により、コーナリング時の最大横Gは1.08に増大。ZL1比で約0.1向上している。
ブレーキにはフロント394mm、リア390mmのbrembo製ドリルドカーボンセラミックローターとモノブロックキャリパーを採用している。カーボンセラミックローターはカマロ史上初の装備で、Z/28専用にプログラムが改良されたABSと相まって連続のハードブレーキングにも適応している。最大減速Gは1.50。
また、ボディの軽量化も抜かりなく、オーディオ、エアコン、フォグランプはハーネスごと取り除かれ、内装の消音材やトランクの内張りも撤去されている。また、ヘッドライトやテールランプも軽量化の目的で敢えてリフレクター式のハロゲンが採用された。その他にもリアシートの構造材の変更、小型バッテリーの採用、リアウィンドウの0.3mmの薄型化、センターコンソールの4連メーターとタイヤインフレーターの撤廃といった細かい変更により結果的に1,730kgと、ZL1比で約140kgの軽量化に成功している。これはSSより軽い数値である。
空力面では、大型スプリッターとスポイラーの採用によりダウンフォースを大幅に増加している。そして、このZ/28で初採用された装備の1つが、シボレーボウタイの内側をくり抜いた「フロータイ」である。グリルに直接ボウタイが装着されているカマロならではの装備であり、ボウタイ部分の面積を最小限に抑えることによって冷却・吸気効率を上げつつ、空気抵抗を抑えることができる。後のカマロにも採用されている。
これらの専用装備やチューニングによって、MTにして0-60マイル(約96km/h)加速は3.95秒、最高速度は303km/hをマークする。ニュルブルクリンクでは、ウェット路面で7分37秒47を記録した。これは、よりパワフルなZL1より約4秒速く、ポルシェ 911カレラS、ランボルギーニ ムルシエラゴ LP640よりそれぞれ約0.5秒、約2.5秒速いことになる。

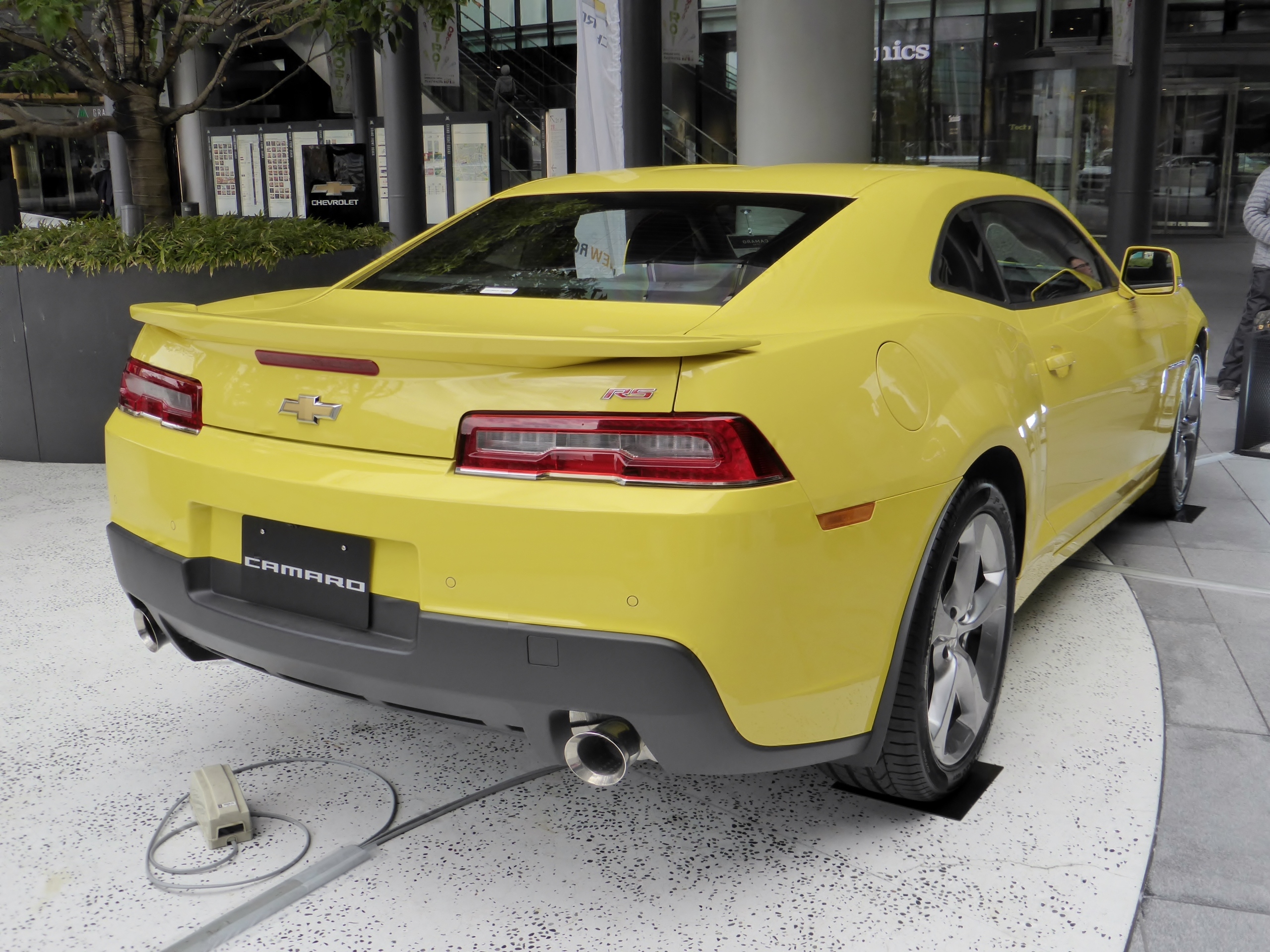
RSクーペ 後期型　リア
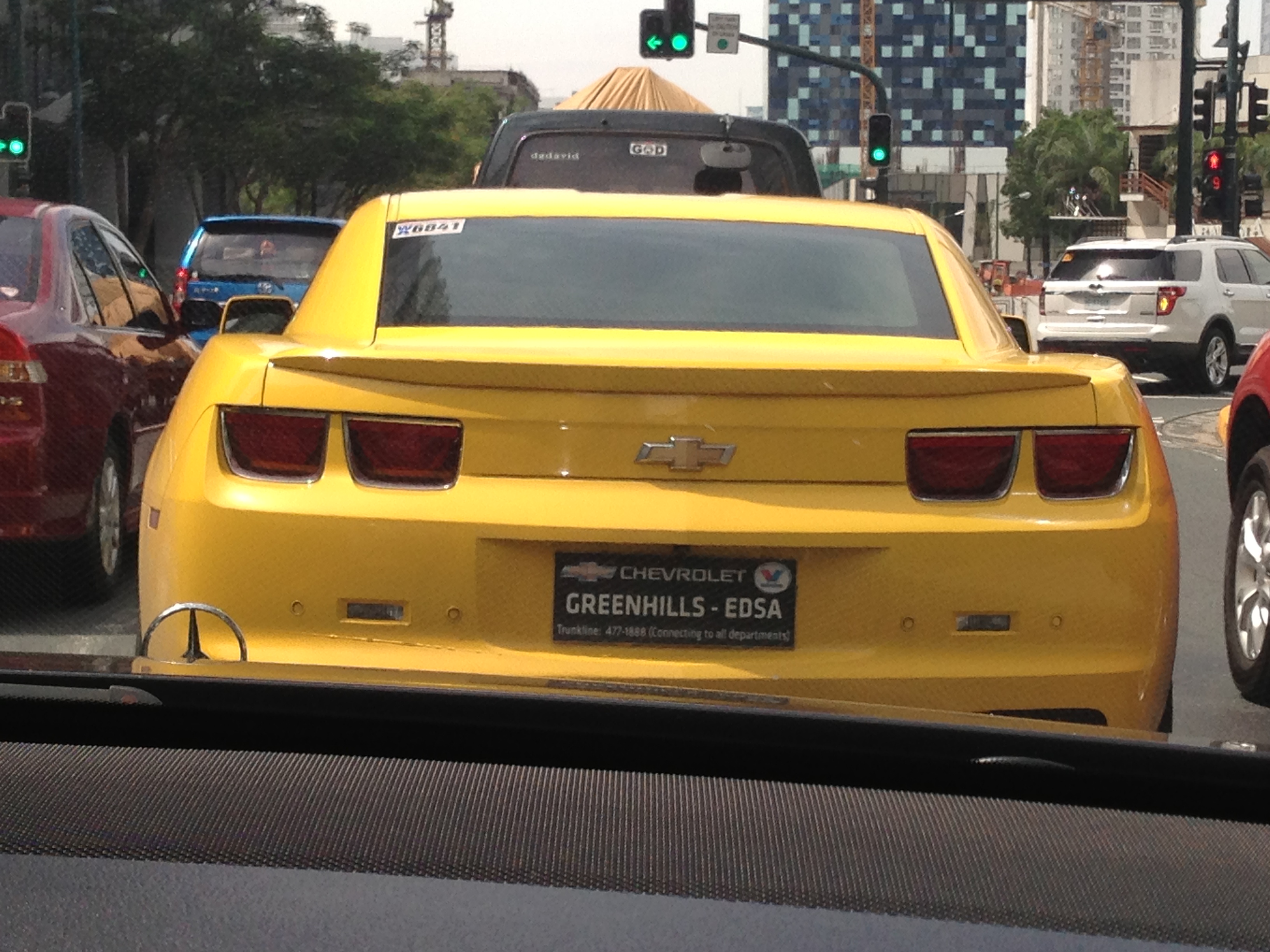
クーペ 前期型　リア
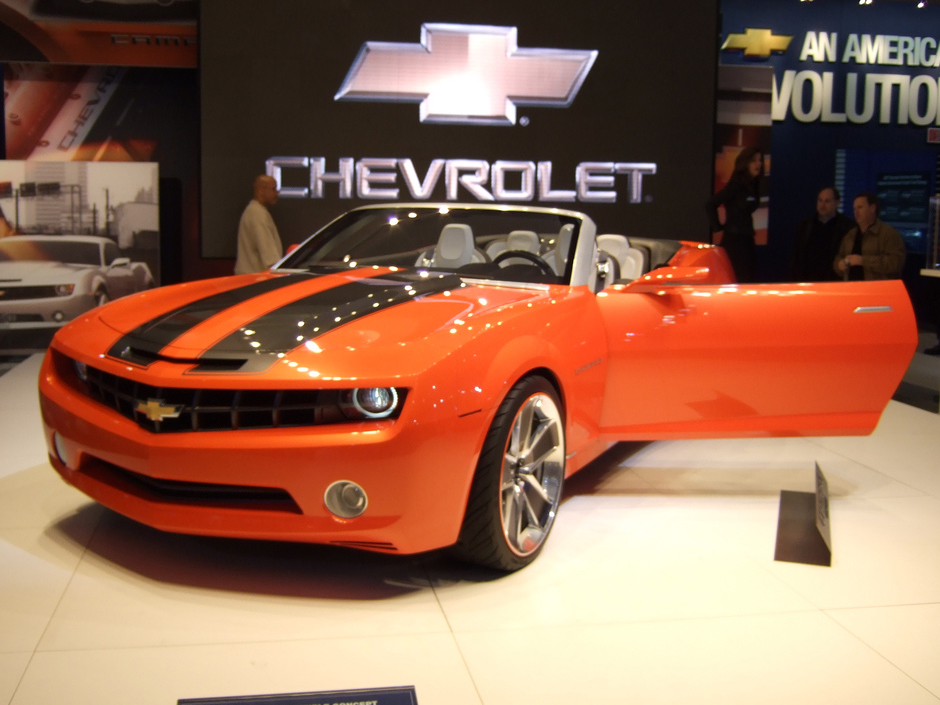
コンバーチブル コンセプト
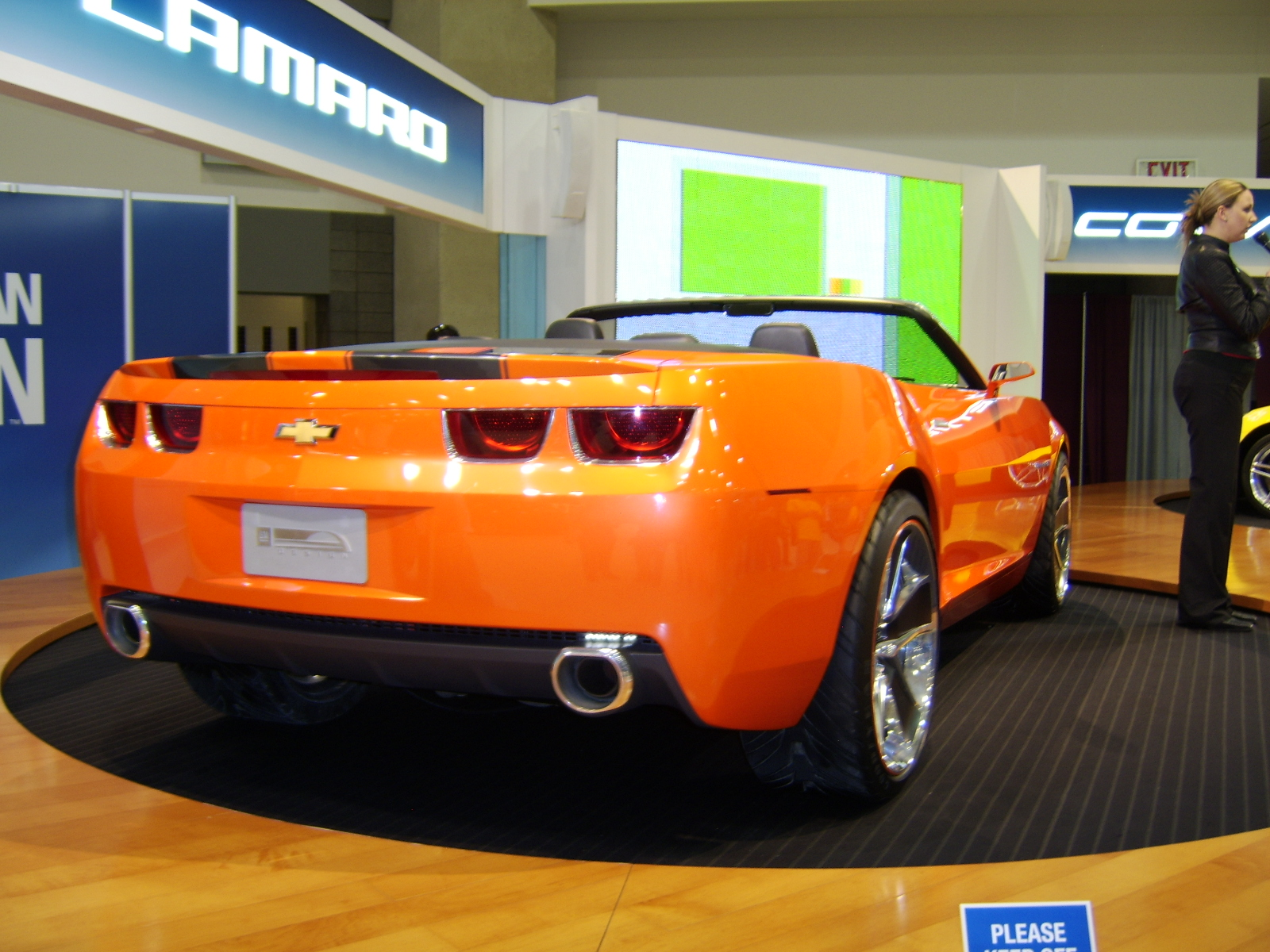
コンバーチブル コンセプト

### 6代目（2015年-2024年）
2015年5月16日、6代目新型カマロがゼネラル・モーターズから公式に発表された。ボディデザインはキープコンセプトに徹し、先代（5代目）のイメージを色濃く残している。ただしその車体には各所にアルミニウムが使用され、GMによれば90kg以上の軽量化、28％の剛性アップが実現されているという。ボディサイズは先代型よりも56mm短く、18mm狭く、32mm低く、さらにホイールベースも41mm短縮されている。
エンジンには、新たに新開発の2.0リッター直列4気筒直噴ターボが追加採用された。最高出力は275hp、最大トルクは40.8kgmを発揮する。この4気筒はカマロ初のターボエンジンである。
2016年12月1日に日本初公開された。日本導入グレードのエンジンは、改良型の6.2L V8直噴と、新開発の2.0L 直4直噴ターボの2種類。トランスミッションは8速ATのみが組み合わされる。
オーストラリアではホールデンのハイパフォーマンス部門であるHSVを通して右ハンドル仕様がシルバラードと同時に投入され、2022年からスーパーカーズ選手権への投入が予定されている。
2017年モデルに高性能バージョン「ZL1」を追加。5代目同様、6.2L LT4エンジンにスーパーチャージャーの組み合わせで、6速MTと10速ATが選択可能。フロントスプリッターやリアウィング等を装着し、よりサーキット走行に仕向けたトラックバージョン「ZL1 1LE」も2018年モデルより設定された。また、ZL1 1LEはニュルブルクリンク　北コースで7分16秒04を記録している。
2018年11月22日にマイナーチェンジ。エクステリアの大幅な変更のほか、最新世代のインフォテインメントシステムやリアカメラミラーなどを採用した。
2020年6月9日にマイナーチェンジ。シボレー・カマロの2020年モデルが発売された。「東京オートサロン2020」で公開された最新モデルで、すでに予約受注も開始されていた。当初、搭載予定だった通信車載ナビの「クラウドストリーミングナビ」から「Apple CarPlay」「Android Auto」対応のインフォテイメントシステムに変更されている。これにより、手持ちのスマホ・アプリを車内で使うことが可能となった。車載インフォテイメントシステムの採用により、価格設定もより低く抑えられている。また、ボディカラーは、当初予定されていた5色から、「リバーサイドブルーメタリック」「ブラック」「サミットホワイト」「レッドホット」の4色に変更されている。さらに、「ラリーグリーンメタリック」をまとう限定モデル「シボレー カマロ HERITAGE EDITION」も同様に一部改良を受けている。“HERITAGE EDITION”は、初代で人気だったボディカラーをスタイリッシュに蘇らせた仕様である。なお、オーナーが待望する納車時期は、2020年8月下旬の予定。新価格は「シボレー カマロ LT RS」が541万円、「シボレー カマロ コンバーチブル」が629万円、「シボレー カマロ SS」が695万円。30台限定の「シボレー カマロ LT RS “HERITAGE EDITION”」が550万円、20台限定の「シボレー カマロ コンバーチブル “HERITAGE EDITION”」が630万円、40台限定の「シボレー カマロ SS “HERITAGE EDITION”」が733万円である。搭載されるエンジンは、「LT RS」と「コンバーチブル」が2.0L直列4気筒ターボ（8AT）。「SS」が6.2L V8（10AT）となっている。
2025年5月　国内販売終了。
若者の車離れが問題になる中、購入者の年齢層は20代が28%と最も多いが、これは子供の頃に『トランスフォーマー』を見た世代が車を買う年齢に達したことが指摘されており、新車発表会で（劇中でカマロへ変形する）バンブルの人形を一緒に展示すると反響が大きいという。
また、プラット・アンド・ミラーが当車をベースにしたGT4を開発し販売している。

## 備考
- インディ500のペースカーに1969年・1982年・1993年の3回選定されている。